# Erigorgus annulitarsis
Erigorgus annulitarsis är en stekelart som först beskrevs av Thomson 1892.  Erigorgus annulitarsis ingår i släktet Erigorgus och familjen brokparasitsteklar. Arten är reproducerande i Sverige. Inga underarter finns listade i Catalogue of Life.